# Mare Moscoviense
Mare Moscoviense (Moskvahavet) är ett litet "månhav" på månens baksida. Det är en av få större släta ytor på denna så bekratrade sida.